# مسرح السودان

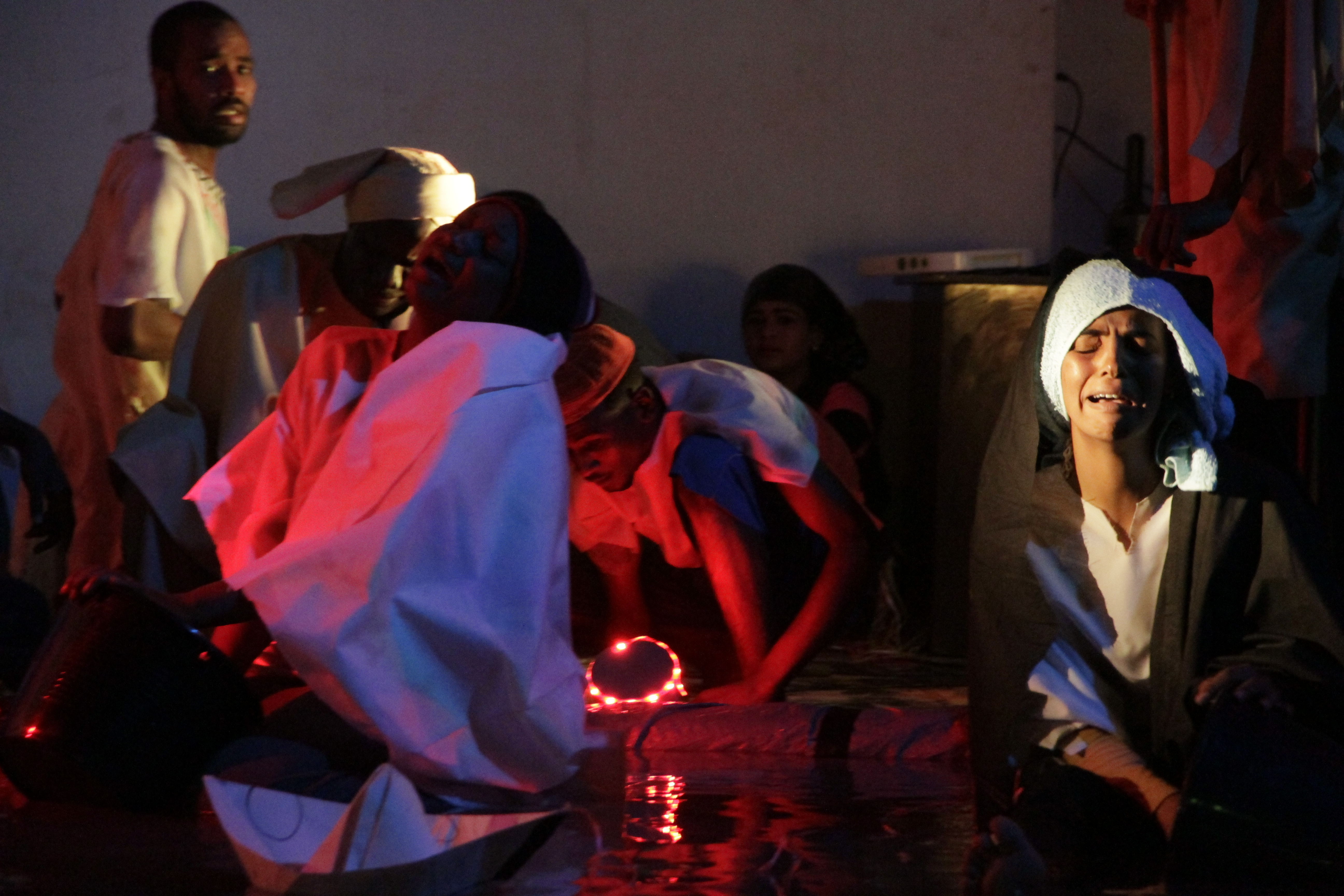
مسرحية سودانية2012

كانت بداية العمل المسرحي في السودان في العام 1902 ‘ وكانت نكتوت هي أول مسرحية تم عرضها وتمت كتابتها بواسطة الكاتب السوداني عبد القادر مختار وفي الفترة ما بين 1903 ل 1915 كانت هنالك محاولات للتاليف المسرحي بواسطة إبراهيم العبادي وفي العام 1918 قام نادي الخريجين بتكوين مجموعة جماعة صديق فريد للمسرح

## أعمال مسرحية سودانية
مسرحية اكل عيش 1967
مسرحية الفي راسه ريش
مسرحية عرس أبو الدرداق
مسرحية تاجوج

## مسرحيين سودانيين

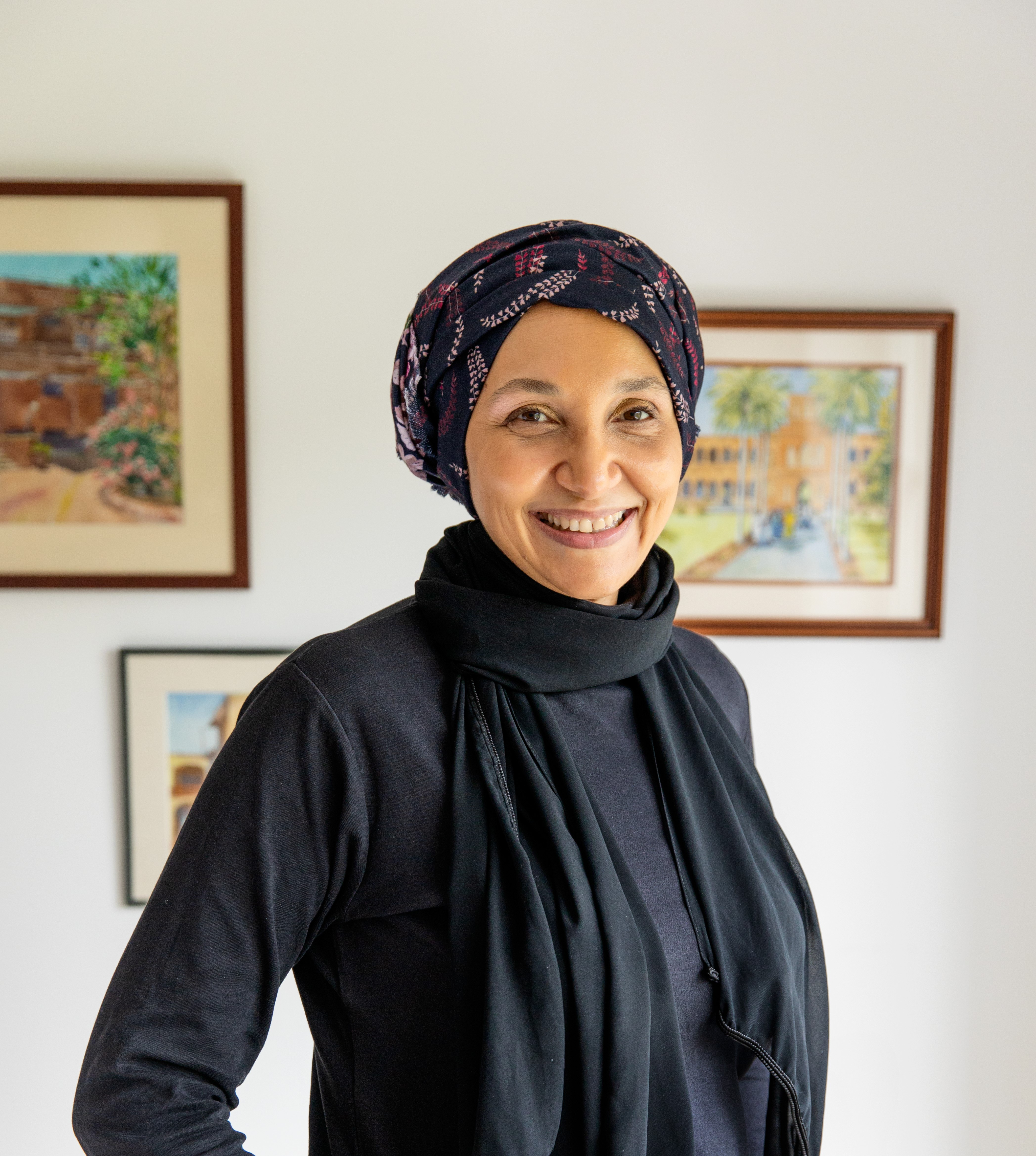
ليلى فؤاد أبو العلا/كاتبة مسرحيات سودانية

إسماعيل خورشيد - أحمد عاطف - يس عبد القادر - عثمان حميدة ( تور الجر) - الفاضل سعيد - مكي سنادة - تحية زروق - فائزة عمسيب - الرشيد أحمد عيسى
بلقيس عوض
محمد نعيم سعد
جمال حسن سعيد